# Порт-Марія
Порт-Марія (англ. Port Maria, ям. креол Puot Maraya) — найбільше місто і адміністративний центр округи Сент-Мері, Ямайка. Спочатку була названа «Пуерто Санта-Марія», це було друге місто, засноване іспанськими поселенцями на Ямайці. Руїни Форту-Галдена, побудовані 1759 року, знаходяться поруч з містом.
Населення близько 7500 осіб.

## Географія
Місто розташоване на півночі країни на березі бухти Карибського моря. Особливістю бухти міста є невеликий зарослий деревами острів Кабарита, що розташовується в самому її центрі.